# Mamborê
Mamborê är en kommun i Brasilien.   Den ligger i delstaten Paraná, i den södra delen av landet, 1 100 km sydväst om huvudstaden Brasília. Antalet invånare är 13 968.
Trakten runt Mamborê består till största delen av jordbruksmark. Runt Mamborê är det glesbefolkat, med 18 invånare per kvadratkilometer.